# Bir Ghbalou (distrito)
Bir Ghbalou é um distrito localizado na província de Bouira, Argélia, e cuja capital é a cidade de mesmo nome, Bir Ghbalou.[carece de fontes?]